# Илуминати
Илуминати (множина од лат. illuminatus — „просветљени“ или „просвећени“) назив је неколико стварних и измишљених синкретистичких секти, група или редова. Заштитни знак им је зелени троугао са оком у средини. Изворно, назив се односио на „Баварске Илуминате“ из доба просветитељства, тајно друштво које је основано 1. маја 1776. године са циљем да се супротстави празноверју, предрасудама, верском утицају на јавни живот, злоупотреби државне власти, као и да подржи образовање жена и родну равноправност. Илуминате је, заједно са другим тајним друштвима, Баварско државно руководство уз охрабрење Римокатоличке цркве прогласило незаконитим, те трајно распустило 1785. године. У следећих неколико година, ред су „оцрнили“ конзервативни и религиозни критичари, који су тврдили да су Илуминати били одговорни за Француску револуцију.
Касније је тај назив почео да се користи за разне организације које тврде, или за које се непоткрепљено тврди, да имају везе са „Баварским Илуминатима“ и сличним тајним друштвима. За њих се често тврди да су се уротиле да управљају светским дешавањима кроз утицање на исходе догађаја и постављање својих агената у владе и корпорације, а у сврху стварања Новог светског поретка. Многе теорије завере се базирају на уверењу да су Илуминати главни идејни творци Новог светског поретка.

## Историја
Овај ред је основао Адам Вајсхаупт дана 1. маја 1776. године у баварском граду Инголштату, а првобитно је бројао пет чланова. Вајсхаупт је био исусовац, као и први професор канонског права на Универзитету у Инголштаду. Покрет је био створен од слободних мислиоца, као један изданак просветитељства, највероватније по угледу на масоне. Чланови су полагали завет тајности, те обећали послушност својим претпостављенима.
Главни циљеви илумината били су супротстављање празноверју, предрасудама, утицају Цркве на државну власт, филозофије на науку; покушавали су да смање злоупотребу државне власти, те подржавали родну равноправност. Првобитно, Вајсхаупт је планирао да име реда буде „Усавршени“ (лат. perfectibilis — „побољшани“). Ред је често називан и „Баварски Илуминати“, а њихова идеологија „илуминизам“. Многи утицајни интелектуалци и политичари сматрали су себе члановима реда, међу којима су војвода Фердинанд од Брунсвика и дипломата Ксавијер фон Цвак. Ред је имао огранке у већини европских земаља, а наводно је у првих десет година постојања имао око 2.000 чланова. У реду су били књижевници попут Гетеа и Хердера, као и тада владајуће војводе од Готе и Вајмара.
Године 1777. на власт је дошао Карл Теодор, изборник Баварске, који је био поборник просвећеног апсолутизма. Његова влада је 1784. године забранила сва тајна друштва, укључујући и Илуминате. Вајсхаупт је побегао, а документи и преписке, који су највише заплењени у Фон Цваковом дому, влада је објавила 1787. године.

### Баријел и Робисон
Између 1797. и 1798. године, аутори Огистен Баријел и Џон Робисон су написали дела која су садржала теорије да Илуминати представљају отворену међународну заверу, те су тврдили да управо они стоје иза Француске револуције. Дела су постала популарна, те су годинама касније прештампавана и у другим делима цитирана.
Књиге су стигле и до Сједињених Америчких Држава, а широм Нове Енглеске, велечасни Џедидаја Морс је проповедао против Илумината. Такозвана „хајка“ на Илуминате је спласнула почетком 19. века, али се јављала двадесетих и тридесетих година истог столећа, током деловања анти-масонског покрета.

## Модерно доба
Неколико новијих и садашњих братских организација тврде да потичу од „Баварских Илумината“, те отворено користе име „Илуминати“. Неке групе за име своје организације користе варијације имена „Ред Илумината“, док други, попут „Реда источног храма“, појам „Илуминати“ користе као ниво у хијерархији њихове организације. Међутим, нема доказа да ове групе имају значајну политичку моћ или утицај, али је познато да се користе недоказаним везама са „Баварским Илуминатима“, које користе као средство за привлачење нових чланова.

## Популарна култура

### Савремена теорија завере
Нема доказа да су првобитни „Баварски Илуминати“ преживели забрану која се десила 1785. године. Међутим, писци као што су Марк Дајс, Дејвид Ајк, Тексе Марс, Јири Лина и Морган Грикар, тврдили су да су „Баварски Илуминати“ опстали, могуће и до данас. Многе од ових теорија сматрају да светске догађаје контролише и манипулише тајно друштво које себе назива Илуминатима. Теоретичари завере тврде да су многи значајни људи били или јесу чланови Илумината, а председници САД су уобичајена мета таквих тврдњи.
Кључна фигура у покрету теорије завере, Мајрон Фаган, посветио је своје последње године живота у проналажењу доказа како су разне историјске догађаје — попут битке код Ватерлоа, Француске револуције, атентата на Џона Кенедија, као и наводна комунистичка завера за убрзање стварања Новог светског поретка кроз инфилтрирање у холивудску филмску индустрију — оркестрирали Илуминати.

### Романи
Илуминати — или фиктивне савремене групе које су назване Илуминатима — играју кључну улогу у неким романима, међу којима се издвајају дела „Анђели и демони“ америчког писца Дена Брауна, те „Фукоово клатно“ италијанског писца и филозофа Умберта Ека.